# Tritomaria
Tritomaria es un género de hepáticas perteneciente a la familia Lophoziaceae. 
El género fue descrito por primera vez por Victor Félix Schiffner basándose en una descripción anterior de Leopold Loeske. 
El género tiene distribución cosmopolita. 

## Especies
Según lo aceptado por GBIF; 
- Tritomaria camerunensis S.W.Arnell
- Tritomaria exsecta (Schmidel) Schiffn. ex Loeske
- Tritomaria exsectiformis (Breidl.) Schiffn. ex Loeske
- Tritomaria ferruginea (Grolle) Váňa
- Tritomaria heterophylla R.M.Schust.
- Tritomaria koreana Bakalin, S.S.Choi & B.Y.Sun
- Tritomaria mexicana Bakalin
- Tritomaria polita (Nees) Jörg.
- Tritomaria scitula (Taylor) Jørg.